# Liste des Rosters der Universal Wrestling Federation (Herb Abrams)
Die Liste des Rosters der Universal Wrestling Federation (Herb Abrams) bietet eine Übersicht über das Personal der von 1990 bis 1996 unter dem Namen Universal Wrestling Federation aktiven Wrestling-Promotion.

## Roster
| Geburtsname             | Ringname(n)                             | Zeit                 |
| ----------------------- | --------------------------------------- | -------------------- |
| Michael Alegado         | King Kaluha                             | 1991                 |
| Marcelino Rivera Alicea | Jose Luis Rivera                        | 1991                 |
| Michael Allen           | Michael Allen                           | 1990                 |
| Richard Allen           | Sunny Beach                             | 1991–1992, 1994      |
| Billy Anderson          | The Black Knight                        | 1990–1991            |
| Afa Anoaʻi              | Wild Samoan Afa                         | 1991                 |
| Bob Backlund            | Bob Backlund                            | 1991                 |
| Thomas Barrett          | Tommy Angel                             | 1992                 |
| John Batts              | Johnny B. Goode                         | 1991                 |
| Scott Bigelow           | Bam Bam Bigelow                         | 1991                 |
| B. Brian Blair          | Brian Blair / B. Brian Blair            | 1990–1991, 1993–1994 |
| Greg Boyd               | Mr. Black / The Myth                    | 1991                 |
| Howard Brackney         | Super Ninja                             | 1991                 |
| Tom Brandi              | Tom Brandi                              | 1991                 |
| Jim Brunzell            | Jim Brunzell                            | 1991, 1993–1994      |
| Alvin Burke, Jr.        | Dr. Feelgood / Mr. Outrageous Al Burke  | 1993–1994            |
| Kevin Canady            | Mad Man Pondo                           | 1991                 |
| David Canal             | Dave Sierra / Cuban Assassin            | 1991                 |
| Todd Christy            | Todd Becker                             | 1993                 |
| Bryan Clark             | The Nightstalker                        | 1992                 |
| Chuck Coats             | Helmut Hessler                          | 1992                 |
| Stephan DeLeon          | The Blue Knight / Stephen DeLeon        | 1990                 |
| Tony DeMura             | Tony Capone                             | 1991                 |
| Joe DiFuria             | Joe DeFuria                             | 1991                 |
| Tim Dodson              | Spitball Patterson / The Bounty Hunter  | 1990                 |
| Briam Donahue           | Brian Donahue                           | 1991                 |
| Mike Durham             | Mike Durham / The Beast / Equalizer Zap | 1991                 |
| Conrad Efraim           | S.D. Jones                              | 1991                 |
| José Estrada, Sr.       | José Estrada, Sr.                       | 1991                 |
| Sid Eudy                | Sid Vicious                             | 1994                 |
| Don Factor              | Jay Strongbow Jr.                       | 1990                 |
| James Fanning           | Jimmy Valiant                           | 1992                 |
| Brett Farrell           | Jake Steele                             | 1992                 |
| Roy Wayne Farris        | The Honky Tonk Man                      | 1991                 |
| Mick Foley              | Cactus Jack                             | 1990–1991, 1994      |
| Spiros Gekko            | Rico Federico                           | 1991                 |
| Terry Gordy             | Terry Gordy                             | 1991                 |
| Randall Gust            | Randy Gusto                             | 1993                 |
| Tony Halme              | Finland Hellraiser Thor / The Viking    | 1990, 1994           |
| Jim Harrell             | Boris Zhukov                            | 1991                 |
| William Haynes Jr.      | Billy Jack Haynes                       | 1990                 |
| David Heath             | Blackheart Destruction                  | 1991                 |
| Vern Henderson          | Big V                                   | 1991                 |
| Barry Horowitz          | Barry Horowitz                          | 1991–1992            |
| David Isley             | Viper II                                | 1992                 |
| Dave Johnson            | Dave Johnson / Blackheart Devastation   | 1991, 1993           |
| Daryl Karolat           | Tyler Mane                              | 1994                 |
| Kurt Koski              | Rusty Brooks                            | 1991                 |
| John Laurinaitis        | Johnny Ace                              | 1991, 1994           |
| Armando Llanes          | Mando Guerrero                          | 1994                 |
| Larry Ludden            | Larry Ludden                            | 1990                 |
| Jayson Maples           | Blaze Bigelow                           | 1991                 |
| Jack Martin             | Hog Calhoun                             | 1991                 |
| Steven May              | Steve Ray / Wild Thing                  | 1990–1994            |
| Ken McBride             | Muhammad the Butcher                    | 1991                 |
| Mike Meyers             | Stone Cold / Stone Cole                 | 1992                 |
| Adam Michaels           | Davey Meltzer                           | 1990                 |
| Loren Miyake            | Riki Ataki                              | 1990                 |
| Louis Mucciolo, Jr.     | Louie Spicolli                          | 1990–1991            |
| Don Muraco              | Don Muraco                              | 1990–1991            |
| Tom Nash                | Blackheart Apocalypse                   | 1991, 1993           |
| Paul Orndorff           | Paul Orndorff                           | 1990–1992            |
| Lenny Ornstein          | Wildman Jack Armstrong                  | 1990, 1994           |
| Bob Orton, Jr.          | Bob Orton, Jr.                          | 1990–1994            |
| Randal Barry Orton      | Barry O                                 | 1990                 |
| King Parsons            | Iceman Parsons                          | 1990–1991            |
| Ken Patera              | Ken Patera                              | 1990                 |
| Michael Penzel          | Corporal Kirchner                       | 1991                 |
| Oreal Perras            | Ivan Koloff                             | 1990–1992            |
| David Perry             | Dave Perry                              | 1991–1992            |
| Josip Peruzović         | Nikolai Volkoff                         | 1991                 |
| Dean Peters             | Fire Cat / Lynx                         | 1991                 |
| Ted Petty               | The Cheetah Kid                         | 1991                 |
| Bill Pierce             | Chris Michaels                          | 1991                 |
| Lanny Poffo             | Lanny Poffo                             | 1991                 |
| John Richardson         | The Intern                              | 1990                 |
| Richard Erwin Rood      | Rick Rude                               | 1991                 |
| André Roussimoff        | André the Giant                         | 1990                 |
| Wendall Rozier          | Death Row #3260                         | 1991–1992            |
| David Sammartino        | David Sammartino                        | 1990–1991            |
| Paul Samson             | Paul Samson / Samson                    | 1991, 1994           |
| Michael Santoni Jr.     | Mike Iorio                              | 1991                 |
| Scott Schwartz          | Joshua Ben-Gurion                       | 1991                 |
| Mike Sharpe             | Mike Sharpe                             | 1991                 |
| Nelson Simpson          | Nikita Koloff                           | 1990                 |
| Al Schaefer             | Sonny Blaze                             | 1991                 |
| Jimmy Snuka             | Jimmy Snuka                             | 1994                 |
| David Sontag            | Dave Power                              | 1991                 |
| Larry Sontag            | Larry Power / The Power Warrior         | 1991, 1994           |
| Dan Spivey              | Dan Spivey                              | 1990, 1994           |
| Carmine Surace          | Carmine Albano                          | 1991                 |
| Terry Szopinski         | The Warlord                             | 1993–1994            |
| Michael Taylor          | Johnny Kidd                             | 1992                 |
| Mark Thomas             | The Condor                              | 1991                 |
| Mick Tierney            | The Irish Assassin                      | 1994                 |
| Ken Timbs               | The Marauder                            | 1992                 |
| Pez Whatley             | Pez Whatley                             | 1992                 |
| Lawrence Whistler       | Larry Zbyszko                           | 1990                 |
| Mike Williams           | Mike Williams / Captain Badd            | 1991                 |
| Steve Williams          | Steve Williams                          | 1990–1991, 1994      |
| Robert Deroy Windham    | Blackjack Mulligan                      | 1994                 |
| Edward Wiskoski         | Colonel DeBeers                         | 1990–1991            |
| Jonathan Wisniski       | Greg Valentine                          | 1991                 |
| Dale Wolfe              | Dusty Wolfe                             | 1991                 |
| Unbekannt               | Al Lion                                 | 1990                 |
| Unbekannt               | The Black Russian                       | 1991                 |
| Unbekannt               | Bobby Bitman                            | 1991                 |
| Unbekannt               | The Bulldozer                           | 1990                 |
| Unbekannt               | Cash Jackson                            | 1991                 |
| Unbekannt               | Daytona Drake                           | 1991                 |
| Unbekannt               | Gary Keyes                              | 1990                 |
| Unbekannt               | The Grappler                            | 1990                 |
| Unbekannt               | Houdini                                 | 1990                 |
| Unbekannt               | J.R. James                              | 1991                 |
| Unbekannt               | Jackknife Johnny                        | 1991                 |
| Unbekannt               | Jeff Husker                             | 1992                 |
| Unbekannt               | Jim Cooper                              | 1991                 |
| Unbekannt               | Jim the Animal                          | 1991                 |
| Unbekannt               | Jimmy Starr                             | 1991                 |
| Unbekannt               | Kevin Benjamin                          | 1990                 |
| Unbekannt               | Latin Lover                             | 1991                 |
| Unbekannt               | The Masked Marvel                       | 1993                 |
| Unbekannt               | Matt Starr                              | 1990                 |
| Unbekannt               | The Mauler                              | 1992                 |
| Unbekannt               | The Messenger                           | 1991                 |
| Unbekannt               | Michael Moore                           | 1990                 |
| Unbekannt               | Midnight Star                           | 1992                 |
| Unbekannt               | Mike Conevo                             | 1991                 |
| Unbekannt               | Mike DeFuria                            | 1991                 |
| Unbekannt               | Mike Lauria                             | 1991                 |
| Unbekannt               | The Nightmare                           | 1991                 |
| Unbekannt               | The Patriot                             | 1990                 |
| Unbekannt               | Rob Allen / Robbie Allen                | 1990                 |
| Unbekannt               | Scott Cole                              | 1990                 |
| Unbekannt               | Soul Train Phillips                     | 1991                 |
| Unbekannt               | Terry Cooley                            | 1990                 |
| Unbekannt               | Wrecking Crew                           | 1991                 |

### Weibliche Wrestler
| Geburtsname      | Ringname(n)       | Zeit       |
| ---------------- | ----------------- | ---------- |
| Christine Arrant | Allison Royal     | 1991       |
| Malia Hosaka     | Malia Hosaka      | 1991       |
| Jacqueline Moore | Miss Texas        | 1994       |
| Lisa Moretti     | Tina Moretti      | 1994       |
| Kim Ollis-Sacks  | Penelope Paradise | 1991       |
| Candace Rummel   | Candi Devine      | 1991, 1994 |
| Robin Smith      | Rockin’ Robin     | 1991       |
| Gertrude Vachon  | Luna Vachon       | 1991       |

### Kleinwüchsige Wrestler
| Geburtsname      | Ringname(n)    | Zeit |
| ---------------- | -------------- | ---- |
| Shigeri Akabane  | Little Tokyo   | 1994 |
| Christopher Dube | The Karate Kid | 1994 |

### Stables und Tag Teams
| Tag Team/Stable(s)     | Mitglieder                            | Zeit       |
| ---------------------- | ------------------------------------- | ---------- |
| The Blackhearts        | Apocalypse and Destruction            | 1991       |
| The Conquistadors      | José Estrada Sr. and Jose Luis Rivera | 1991       |
| Mask Confusion         | Jim Brunzell and B. Brian Blair       | 1991, 1994 |
| The New Blackhearts    | Apocalypse and Devastation            | 1993       |
| The New Powers of Pain | The Warlord and The Power Warrior     | 1994       |
| The Power Twins        | David Power and Larry Power           | 1991       |
| Wet 'n' Wild           | Steve Ray and Sunny Beach             | 1991–1992  |

### Managers and valets
| Geburtsname         | Ringname(n)           | Zeit      |
| ------------------- | --------------------- | --------- |
| Samula Anoa'i       | Samu                  | 1991      |
| Rick Bassman        | Rick Golden           | 1991      |
| Greg Boyd           | Mr. Black             | 1991      |
| Kevin Casey         | Kevin Casey           | 1992      |
| Jeff Gardner        | Abudadein             | 1991      |
| Melissa Hiatt       | Missy Hyatt           | 1994      |
| Jean Andre Pamphile | Mr. Haiti             | 1991      |
| Robert Pawlikowski  | Zoogz Rift            | 1993      |
| Mike Rapuano        | Bobby Rogers          | 1991      |
| Toni Sabella        | Honey / Honeybee      | 1990–1991 |
| John Tolos          | John Tolos            | 1990–1991 |
| Gertrude Vachon     | Luna Vachon           | 1991      |
| Marty Yesberg       | Colonel Red / Mr. Red | 1991–1992 |
| Unbekannt           | Gorgeous John         | 1991      |

### Kommentatoren und Interviewer
| Geburtsname      | Ringname(n)        | Zeit      | Rolle                    |
| ---------------- | ------------------ | --------- | ------------------------ |
| Herbert Abrams   | Herb Abrams        | 1990      | Play-by-play-Commentator |
| Louis Albano     | Captain Lou Albano | 1990–1991 | Backstage-Iinterviewer   |
| Charlie DeNatale | Carlo Gianelli     | 1993–1994 | Play-by-play-Commentator |
| Craig Minervini  | Craig DeGeorge     | 1990–1992 | Play-by-play-Commentator |
| Bruno Sammartino | Bruno Sammartino   | 1990–1991 | Color Commentator        |
| John Tolos       | John Tolos         | 1992–1994 | Color Commentator        |

### Weiteres Personal
| Geburtsname        | Ringname(n)  | Zeit                 | Funktion                     |
| ------------------ | ------------ | -------------------- | ---------------------------- |
| Herbert Abrams     | Herb Abrams  | 1990–1996            | UWF Gründer und Besitzer     |
| John Arezzi        | John Arezzi  | 1991                 | UWF New York Market Promoter |
| Howard Brody       | Howard Brody | 1991                 | UWF Florida Market Promoter  |
| Alvin Burke, Jr.   | Al Burke     | 1994–1995            | UWF Executive Vice President |
| Leonard Duge       | Lenny Duge   | 1990–1992            | UWF Executive Producer       |
| Robert Pawlikowski | Zoogz Rift   | 1993–1994, 1995–1996 | UWF Executive Vice President |